# Ла Естрада
Ла Естрада (шп. La Estrada) град је у Шпанији у аутономној заједници Галисија у покрајини Понтеведра. Према процени из 2017. у граду је живело 20 891 становника.

## Становништво
Према процени, у граду је 2017. живело 20 891 становника.
| 2017.  |
| ------ |
| 20.891 |

## Партнерски градови
- Алмонте